# Atmetochilus
Atmetochilus es un género de arañas migalomorfas de la familia Nemesiidae. Se encuentra en Myanmar.

## Lista de especies
Según The World Spider Catalog 14.0:
- Atmetochilus atriceps Pocock, 1900
- Atmetochilus fossor Simon, 1887